# 薛维梁
薛维梁（1964年7月—），男，汉族，山西柳林人，中华人民共和国政治人物。曾任中国民主建国会中央委员会常务委员、山西省委员会主任委员，现任山西省政协副秘书长，第十三届全国政协委员。